# Apocalipsis: el ascenso de Hitler
Apocalipsis: el ascenso de Hitler (en francés: Apocalypse, Hitler) es una serie de televisión francesa de dos partes que narra el ascenso de Adolf Hitler y el nacimiento de la ideología nazi, transmitida por France 2 el 25 de octubre de 2011.
Reúne documentos conocidos o inéditos de la época y relata los principales hechos que lo llevaron a tomar el poder. Las imágenes de archivo se han restaurado y colorizado. La serie está dirigida por Isabelle Clarke y Daniel Costelle.

## Episodios
- La amenaza: Relata los inicios de la vida de Hitler, nacido el 20 de abril de 1889 en Braunau am Inn en Austria, hijo de una madre amorosa y un padre autoritario. Mal estudiante y artista fracasado, se alistó fervientemente en la infantería bávara durante la Primera Guerra Mundial. Herido, se entera de la derrota durante su convalecencia. La humillación del Diktat es una de las fuentes de su nacionalismo exacerbado y antisemitismo obsesivo. Descubrió que era un orador talentoso y rápidamente se convirtió en portavoz de un pequeño grupo de extrema derecha, el DAP. Él galvaniza a las multitudes al enfatizar la pureza de la raza. A pesar del fallido golpe de Estado de noviembre de 1923, la publicación de Mein Kampf levanta su aura que aún no preocupa a otros partidos políticos.[2]

- El Führer: La crisis económica de 1929 es una oportunidad para Hitler, asociada con su principal propagandista Joseph Goebbels y las SA, causa problemas en la vida política del país y se presenta como la única solución para terminar con la miseria del pueblo. En 1932, el presidente Hindenburg disolvió el Parlamento y permitió que el Partido Nazi se convirtiera en la principal fuerza política del país. Hitler es ascendido a jefe de gobierno. A pesar de una apariencia de apertura, elimina a sus oponentes políticos y comienza a aplicar una política de discriminación contra los judíos, a quienes considera responsables de todos los males. Y a pesar de tener un mensaje de paz a otras naciones, prepara el Apocalipsis.[2]